# Cala Illa Mateua
La cala Illa Mateua és una cala rocallosa del municipi de l'Escala (Alt Empordà), situada entre el Port i la punta Montgó, a la zona de les Planasses, que formen part de l'espai del Parc Natural del Montgrí, les Illes Medes i el Baix Ter. Té una longitud de 170 metres i una amplada de 15 metres, de còdols, i està envoltada de penya-segats. Rep el nom de l'illot situat a un dels extrems, a 20 metres de la costa.
El 8 de setembre de 1963 hi va naufragar el remolcador Contentin de la marina de guerra francesa, conegut com a Constantin. Les seves restes romanen a poca profunditat i es poden observar fent submarinisme.